# アウリス・カラコルピ
アウリス・カラコルピ（Aulis Arnold Kallakorpi、1929年1月1日 - 2005年5月15日）は、フィンランド南部クーサンコスキ出身のスキージャンプ選手。

## プロフィール
カラコルピはマッチ・ピエティカイネン、ヘンモ・シルベンノイネン、エイノ・キルヨネンらとともにフィンランド”ミラクルチーム”に属し、1954/55シーズンのジャンプ週間で総合3位となった。
ラッセ・ヨハンセンコーチのもと、彼らは新しいジャンプスタイル（両腕を体側につけ、深い前傾姿勢を取るスタイルで当時フィンランドスタイルなどと呼ばれ、現在クラシカルスタイルと呼ばれるもの）を身に着けた。
1953年のラハティスキーゲームズ、1955年のホルメンコーレンスキー大会で優勝、
1956年のコルティナダンペッツォオリンピックで同僚のアンティ・ヒュベリネンに次いで銀メダルを獲得した。
2005年5月15日、東スオミ州南サヴォ県ミッケリで死去。